# U 197
U 197 war ein U-Boot vom Typ IX D2 – auch „Fern-U-Boot“, „Ozeanboot“ oder „Ostasienboot“ genannt – das während des Zweiten Weltkriegs im U-Boot-Krieg durch die Kriegsmarine im Südatlantik und im Indischen Ozean eingesetzt wurde.

## Technische Daten
Alle von der Kriegsmarine in Dienst gestellten Boote des Typs IX D2 wurden auf der Bremer Werft der Deschimag AG Weser gefertigt. Diese Werft war bereits seit 1934 mit dem Bau von U-Booten für die Reichsmarine (später Kriegsmarine) beauftragt und produzierte diese zunächst unter Geheimhaltung und Umgehung der Bestimmungen des Versailler Vertrages. Nach Kriegsbeginn spezialisierte die Werft sich auf den Bau von Booten des großen Typs IX, von dessen verschiedenen Varianten bis Kriegsende 113 Exemplare an die Kriegsmarine ausgeliefert wurden. Im Jahr 1942 lieferte die AG Weser zehn U-Boote des Typs IX D2 aus. Ein U-Boot dieser Klasse verdrängte über Wasser 1616 t und im getauchten Zustand 1804 t. Es war 87,58 m lang, 7,5 m breit und hatte einen Tiefgang von 5,35 m. Die insgesamt 5400 PS starken Dieselmotoren erreichten eine Höchstgeschwindigkeit von 19 kn, was 35,7 km/h entspricht. Bei Unterwasserfahrt trieben die insgesamt 1100 PS der zwei Elektromotoren das Boot zu einer Höchstgeschwindigkeit von 6,9 kn – 12,8 km/h – an. IX D2-Boote waren mit 24 Torpedos bewaffnet, die aus vier Bug- und zwei Hecktorpedorohren ausgestoßen werden konnten. Zusätzlich verfügten diese Boote mit einer 3,7-cm-Flak, einer 2,0-cm-Flak und einer 10,5-cm-Utof-Kanone über Artilleriebewaffnung.

## Geschichte
Am 10. Oktober 1942 wurde U 197 der 4. U-Flottille unterstellt, einer in Stettin stationierten Ausbildungsflottille. Kommandant Bartels unternahm in dieser Zeit Ausbildungsfahrten in der Ostsee zum Training der Besatzung und zum Einfahren des Bootes. Am 1. April wurde das Boot der in Bordeaux stationierten 12. U-Flottille zugeteilt. Drei Tage später lief U 197 von Kiel zu seiner ersten Unternehmung aus. Die U-Bootführung hatte für den Sommer des Jahres 1943 einen großangelegten U-Booteinsatz im Indischen Ozean vorgesehen, zu dem mehrere Boote des für diese Gewässer geeigneten Typs IX entsandt wurden. Zur Versorgung dieser Boote war die Charlotte Schliemann vorgesehen, ein Z-Schiff, das in einem Seegebiet südlich von Mauritius positioniert war.
Etwa anderthalb Monate nach Beginn der Unternehmung versenkte Kommandant Bartels ein einzeln fahrendes niederländisches Schiff im Südatlantik:
- 20. Mai 1943 niederländischer Tanker Benakat (4763 BRT) mit Torpedo versenkt[5]

Wiederum einen Monat später, am 22. Juni, traf U 197 mit der Charlotte Schliemann zusammen und ergänzte Treibstoff und Vorräte. In der folgenden Woche griff Kommandant Bartels einen alliierten Geleitzug an und beschädigte ein Schiff, die William Ellery. Da U 197 während des Angriffs seinerseits von einem Flugzeug attackiert wurde, brach Kommandant Bartels den Angriff ab. Der Liberty-Frachter konnte in den Hafen von Durban geschleppt werden.
In den folgenden Monaten versenkte Kommandant Bartels zwei weitere Schiffe:
- 24. Juli 1943: schwedischer Tanker Pegasus (9583 BRT) mit Torpedo versenkt[5]
- 17. August 1943: britischer Frachter Empire Stanley (6921 BRT) mit Torpedo versenkt[5]

## Versenkung
Das IX D2-Boot U 181 unter dem Kommando von Wolfgang Lüth hatte Nordfrankreich bereits im März verlassen und benötigte inzwischen neue Schlüssel für die Enigma-Maschine. Die U-Bootführung befahl Kommandant Bartels ein Rendezvous mit U 181 zur Übergabe neuer Schlüsseltafeln an Lüth. Den ersten verabredeten Termin am 17. August verpasste U 197, da Kommandant Bartels zu diesem Zeitpunkt die Empire Stanley verfolgte. Nach einer erneuten Absprache über Funk trafen sich die Boote schließlich am 19. August. Es war den britischen Streitkräften gelungen, den dieser Verabredung vorausgehenden regen Funkverkehr zwischen den beiden Booten einzupeilen und die Position des Treffpunktes zu ermitteln. Dementsprechend patrouillierten mehrere Catalina-Flugboote der in Durban stationierten Squadron 265 das Seegebiet. Am 20. August wurde das an der Wasseroberfläche fahrende U 197 von zwei Catalinas entdeckt und durch Wasserbomben und Maschinengewehrbeschuss versenkt. Es gab keine Überlebenden.